# Ciclismo ai Giochi della XXVI Olimpiade - Inseguimento a squadre maschile
Le gare di inseguimento a squadre maschile dei Giochi della XXVI Olimpiade si sono disputate il 26 e 27 luglio 1996 al Velodromo Stone Mountain a Stone Mountain, negli Stati Uniti. La competizione ha visto la partecipazione di 17 squadre composte da 4 atleti ciascuna.

## Programma
| Data           | Ora (UTC-4) | Turno            |
| -------------- | ----------- | ---------------- |
| 26 luglio 1996 | 9:00        | Qualificazioni   |
| 26 luglio 1996 | 13:00       | Quarti di finale |
| 27 luglio 1996 | 11:55       | Semifinali       |
| 27 luglio 1996 | 14:10       | Finale           |

## Risultati

### Round di qualificazione
Il round di qualificazione vide le 17 squadre partecipanti gareggiare su una distanza di 4000 m. Le squadre con i migliori otto tempi passarono al turno successivo.
| Posizione | Nazione       | Ciclisti                                                                 | Tempo    | Note |
| --------- | ------------- | ------------------------------------------------------------------------ | -------- | ---- |
| 1         | Francia       | Christophe Capelle Philippe Ermenault Jean-Michel Monin Francis Moreau   | 4'09"570 | Q    |
| 2         | Italia        | Adler Capelli Mauro Trentini Andrea Collinelli Cristiano Citton          | 4'09"695 | Q    |
| 3         | Australia     | Brett Aitken Stuart O'Grady Timothy O'Shannessey Dean Woods              | 4'09"750 | Q    |
| 4         | Ucraina       | Bohdan Bondaryev Oleksandr Fedenko Andriy Yatsenko Oleksandr Symonenko   | 4'11"545 | Q    |
| 5         | Russia        | Ėduard Gricun Nikolaj Kuznecov Aleksej Markov Anton Šantyr'              | 4'11"665 | Q    |
| 6         | Stati Uniti   | Dirk Copeland Mariano Friedick Adam Laurent Michael McCarthy             | 4'11"950 | Q    |
| 7         | Spagna        | Juan Martínez Oliver Joan Llaneras Bernardo González Adolfo Alperi       | 4'12"780 | Q    |
| 8         | Nuova Zelanda | Greg Henderson Brendon Cameron Timothy Carswell Julian Dean              | 4'15"140 | Q    |
| 9         | Germania      | Robert Bartko Guido Fulst Danilo Hondo Heiko Szonn                       | 4'15"140 |      |
| 10        | Gran Bretagna | Robert Hayles Matt Illingworth Bryan Steel Chris Newton                  | 4'15"510 |      |
| 11        | Lituania      | Artūras Kasputis Remigijus Lupeikis Mindaugas Umaras Artūras Trumpauskas | 4'16"050 |      |
| 12        | Paesi Bassi   | Jarich Bakker Robert Slippens Richard Rozendaal Peter Schep              | 4'16"175 |      |
| 13        | Danimarca     | Frederik Bertelsen Jimmi Madsen Michael Steen Nielsen Jakob Piil         | 4'18"000 |      |
| 14        | Argentina     | Walter Pérez Edgardo Simón Gonzalo García Gabriel Curuchet               | 4'20"840 |      |
| 15        | Corea del Sud | Jeon Dae-heung Jeong Yeong-hun Kim Jung-mo No Yeong-sik                  | 4'25"215 |      |
| 16        | Cile          | José Medina Luis Fernando Sepúlveda Marco Arriagada Marcelo Arriagada    | 4'25"960 |      |
| 17        | Colombia      | John Freddy García Marlon Pérez Yovani López José Velásquez              | 4'26"400 |      |

### Primo turno
Il primo turno vide l'accoppiamento delle squadre in base ai tempi del turno precedente, quindi la prima contro l'ottava, la seconda contro la settima e così via. Le vincitrici di ogni gara passarono al turno successivo. Le eliminate vanno in classifica in base al tempo.
| Manche | Atleta        | Nazione                                                                | Tempo    | Posizione | Note |
| ------ | ------------- | ---------------------------------------------------------------------- | -------- | --------- | ---- |
| 1      | Russia        | Ėduard Gricun Nikolaj Kuznecov Aleksej Markov Anton Šantyr'            | 4'08"785 | 1         | Q    |
| 1      | Ucraina       | Oleksandr Fedenko Andriy Yatsenko Serhij Matvjejev Oleksandr Symonenko | 4'12"794 | 7         |      |
| 2      | Australia     | Brett Aitken Bradley McGee Stuart O'Grady Dean Woods                   | 4'09"650 | 4         | Q    |
| 2      | Stati Uniti   | Dirk Copeland Mariano Friedick Adam Laurent Michael McCarthy           | 4'11"950 | 6         |      |
| 3      | Italia        | Adler Capelli Mauro Trentini Andrea Collinelli Cristiano Citton        | 4'09"215 | 3         | Q    |
| 3      | Spagna        | Juan Martínez Oliver Joan Llaneras Bernardo González Adolfo Alperi     | 4'11"310 | 5         |      |
| 4      | Francia       | Christophe Capelle Philippe Ermenault Jean-Michel Monin Francis Moreau | 4'08"965 | 2         | Q    |
| 4      | Nuova Zelanda | Greg Henderson Brendon Cameron Timothy Carswell Julian Dean            | 4'15"610 | 8         |      |

### Semifinali
Le semifinali videro l'accoppiamento delle squadre in base ai tempi del turno precedente, quindi la prima contro la quarta e la seconda contro la terza. Le vincitrici con i due migliori tempi si affrontarono per l'oro, mentre la squadra perdente con il tempo migliore vinse la medaglia di bronzo.
| Manche | Atleta    | Nazione                                                                | Tempo    | Posizione | Note |
| ------ | --------- | ---------------------------------------------------------------------- | -------- | --------- | ---- |
| 1      | Francia   | Christophe Capelle Philippe Ermenault Jean-Michel Monin Francis Moreau | 4'06"880 | 1         | Q    |
| 1      | Italia    | Adler Capelli Mauro Trentini Andrea Collinelli Cristiano Citton        | 4'08"460 | 4         |      |
| 2      | Russia    | Ėduard Gricun Nikolaj Kuznecov Aleksej Markov Anton Šantyr'            | 4'06"885 | 2         | Q    |
| 2      | Australia | Bradley McGee Stuart O'Grady Timothy O'Shannessey Dean Woods           | 4'07"570 | 3         |      |

### Finale
| Posizione | Atleta  | Nazione                                                                | Tempo    | Note            |
| --------- | ------- | ---------------------------------------------------------------------- | -------- | --------------- |
| 1         | Francia | Christophe Capelle Philippe Ermenault Jean-Michel Monin Francis Moreau | 4'05"930 | Record olimpico |
| 2         | Russia  | Ėduard Gricun Nikolaj Kuznecov Aleksej Markov Anton Šantyr'            | 4'07"730 |                 |